# Các động Aggtelek Karst và Slovak Karst
Các hang động Can-xtơ Aggtelek và Slovak là một quần thể Di sản thế giới của UNESCO gồm 712 hang động trải rộng trên diện tích 55.800 ha (138.000 mẫu Anh) dọc theo biên giới Hungary và Slovakia.

## Thành phần
Di sản được UNESCO công nhận gồm 7 phần đó là: Aggtelek, Szendrő-Rudabánya Hill, Esztramos Hill ở Hungary; và Hang băng Dobšinská, cao nguyên Koniar, cao nguyên Plešivec, Silica và Jasov ở Slovakia.
Các hang động bao gồm:
- Baradla và Domica: Là một tổ hợp hang động dài 21 km (13 dặm), với khoảng một phần tư diện tích nằm ở phía Slovak và phần còn lại ở Hungary. Hang động Baradla lần đầu tiên đề cập đến từ năm 1549 và năm 1920, và là điểm du lịch hấp dẫn. Ján Majko phát hiện ra hang động Domica (phần thuộc Slovakia) vào năm 1926 và nó đã mở cửa cho công chúng tham quan vào năm 1932 với hơn 1.700 mét (5.600 ft). Hang động là nơi sinh sống của con người từ khoảng 5000 TCN và là một địa điểm khảo cổ quan trọng của văn hóa Bükk. Nhiệt độ ở khu vực Slovakia thay đổi từ 10 và 12,3 °C (50,0 và 54,1 °F) với độ ẩm trên 95%
- Hang Gombasek: Được phát hiện vào năm 1951 với 530 trên 1.525 m (5.003 ft) mở cửa cho công chúng tham quan từ năm 1955. Hang động cũng được sử dụng thí nghiệm cho liệu pháp "Speleotherapy" như một nhà điều dưỡng, tập trung vào các bệnh về hô hấp nhờ nhiệt độ không đổi 9 °C (48 °F), độ ẩm 98% và vi khí hậu thuận lợi. Nó là một trong những hang động trẻ nhất nhưng cũng là một trong những hang động ấn tượng nhất ở Slovakia được mệnh danh là "hang động trong tưởng tượng".
- Hang băng Silica:
- Hang băng Dobšinská: Được thêm vào danh sách Di sản thế giới trong năm 2000. Hang động được phát hiện vào năm 1870 bởi Eugen Ruffinyi, mặc dù lối vào được biết đến từ lâu. Hang động mở cửa cho công chúng chỉ một năm sau khi phát hiện ra nó. Năm 1887, nó trở thành hang động điện đầu tiên được chiếu sáng ở châu Âu. Khoảng một phần ba trong tổng số chiều dài 1.483 mét (4.865 ft) của nó mở cửa từ tháng 5 đến tháng 9. Độ dày của lớp băng trên sàn đạt tới 25 m (82 ft), với diện tích bề mặt là 11.200 m2 (121.000 foot vuông) và thể tích băng ước đạt 145.000 m3 (5.100.000 ft khối). Nhiệt độ trung bình là −1 °C (30 °F) và độ ẩm tương đối từ 96-99%. Nó là một trong những hang băng được trang trí đẹp nhất và lộng lẫy nhất trên thế giới.
- Hang Aragonite Ochtinská: Đây là hang động chỉ dài 300 m (980 ft) với đoạn phục vụ du lịch dài không quá 230 m (750 ft), nó nổi tiếng với việc trong hang rất giàu Aragonit hiếm vì cho đến nay chỉ có ba hang động Aragonit được phát hiện trên thế giới. Milky Way Hall là điểm thu hút chính của hang động, với những nhánh và cụm Aragonit màu trắng tỏa sáng như những ngôi sao trong dải Ngân hà. Hang động được phát hiện vào năm 1954 và mở cửa cho công chúng vào năm 1972. Nhiệt độ trong hang động là khoảng 7 °C (45 °F) với độ ẩm tương đối giữa 92-97%.
- Hang Jasovská: Được khai trương một phần cho công chúng tham quan vào năm 1846, khiến nó trở thành hang động phục vụ tham quan lâu đời nhất ở Slovakia. Các phần dưới của hang động được phát hiện vào năm 1922 đến 1924. Hơn một phần ba tổng chiều dài trong tổng số 2.148 m (7.047 ft) mở cho công chúng tham quan. Các hiện vật khảo cổ Thời đại đồ đá cũ và Thời đại đồ đá mới được tìm thấy trong hang động cùng với nền văn hóa Hallstatt.

## Hình ảnh

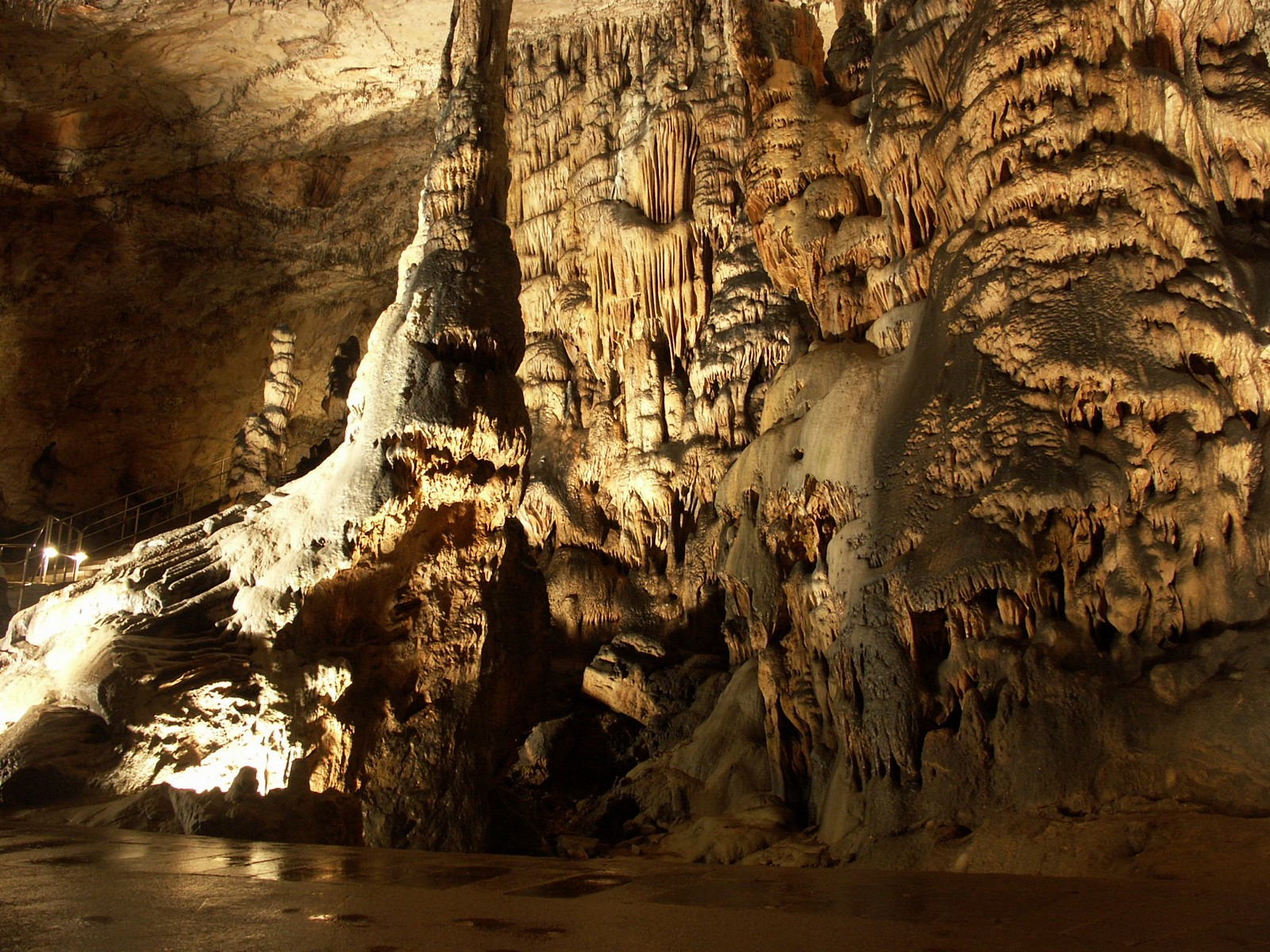
Động Baradla
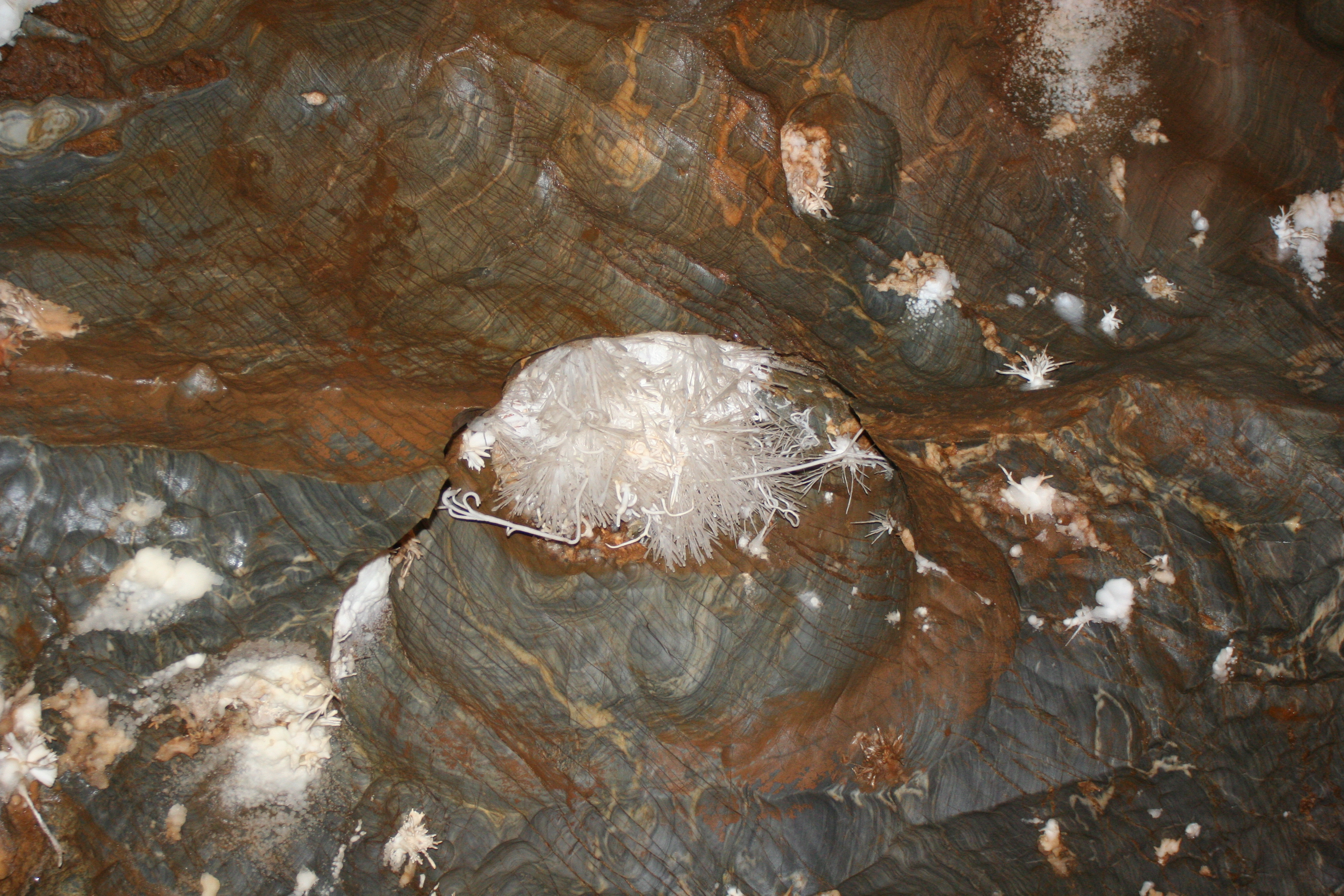
Động Ochtina Aragonite
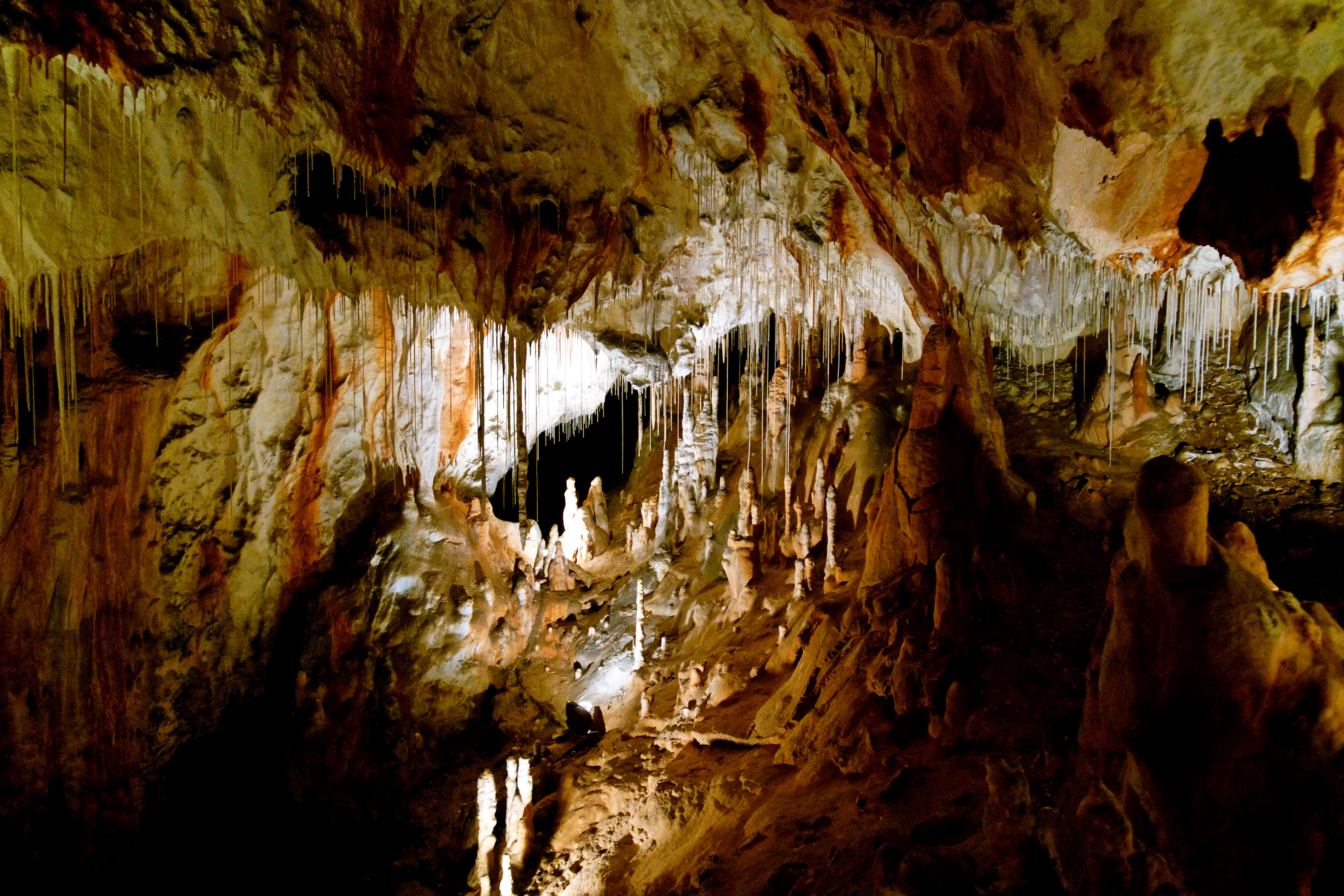
Động Gombasek
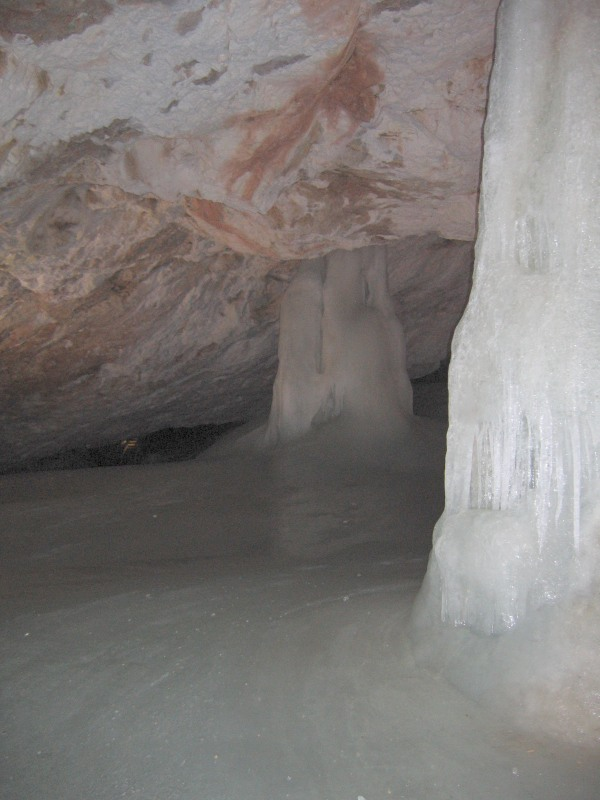
Động băng Dobšiná